# Biohane
Biohane (szerbül: Биохане), település Szerbiában, a Raškai körzet Tutini községében.

## Népesség
- 1948-ban 171 lakosa volt.
- 1953-ban 203 lakosa volt.
- 1961-ben 218 lakosa volt.
- 1971-ben 193 lakosa volt.
- 1981-ben 202 lakosa volt.
- 1991-ben 158 lakosa volt.
- 2002-ben 98 lakosa volt, akik közül 95 bosnyák (96,93%) és 3 ismeretlen..